# Parafia Matki Bożej Pocieszenia w Kawnicach
Parafia Matki Bożej Pocieszenia w Kawnicach – rzymskokatolicka parafia należąca do dekanatu golińskiego. Erygowana w XV wieku.

## Dokumenty
Księgi metrykalne: 
- ochrzczonych od 1945 roku
- małżeństw od 1945 roku
- zmarłych od 1945 roku